# Boeing B-54
Boeing B-54 là một mẫu máy bay ném bom hạng trung do hãng Boeing thiết kế cho Không quân Hoa Kỳ. Nó được phát triển từ loại YB-50C Superfortress, nhưng mẫu thử đã bị hủy bỏ trước khi hoàn thành.

## Biến thể
B-54A
RB-54A

## Tính năng kỹ chiến thuật
Dữ liệu lấy từ 
Đặc tính tổng quát
- Kíp lái: 10
- Chiều dài: 111 ft (34 m)
- Sải cánh: 161 ft (49 m)
- Chiều cao: 32 ft 8 in (9,96 m)
- Trọng lượng có tải: 230.000 lb (104.326 kg)
- Động cơ: 4 × Pratt & Whitney R-4360-51 kiểu động cơ piston bố trí tròn, 4.500 hp (3.400 kW)  mỗi chiếc

Hiệu suất bay
- Vận tốc cực đại: 430 mph (692 km/h; 374 kn)
- Vận tốc hành trình: 305 mph (265 kn; 491 km/h)
- Tầm bay: 9.000 mi (7.821 nmi; 14.484 km)
- Trần bay: 40.000 ft (12.192 m)

Vũ khí trang bị

- Súng: 14 x súng máy.50-caliber
- Bom: 36.000 pound (16.000 kg)